# ジャバウォッキー1914
『ジャバウォッキー1914』（JABBERWOCKY 1914）は、久正人による日本の漫画作品。『ネメシス』（講談社）にて、No.17（2014年7月）からNo.41（2018年8月）まで連載された。
本作は久正人の過去作『ジャバウォッキー』の続編で、第一次世界大戦勃発中の20世紀初頭を舞台に、新たなる主人公サモエドとシェルティの活躍を描いたスパイアクション。前作と同様、絶滅を乗り越えて直立二足歩行に進化した恐竜が生きる架空の世界で、歴史上の実在の人物や重大事件、著名な小説のキャラクターが作中に多く登場している。

## ストーリー
20世紀初頭、人間社会では第一次世界大戦が勃発し「戦争の世紀」となっていた。その裏では、人間社会の打倒を目論む恐竜たちからなる秘密結社「殻の中の騎士団」が強力な大量破壊兵器を開発し、暗躍していた。元「イフの城」工作員リリー・アプリコットは、我が子であるサモエドとシェルティの兄妹とともに「アプリコット商会」を経営し、「殻の中の騎士団」の野望を防ぐため立ち向かっていく。

## 登場人物
前作ではマカロニ・ウェスタンなどの映像作品などに由来する名前が多かったが、本作の登場人物は祖先となった恐竜が発掘された地方の犬種に因んだ名前が多い。

### アプリコット商会
リリー・アプリコットが社長を務める、戦場でのトラブルを専門とする何でも屋で、サモエドとシェルティのコンビ「鉄馬の竜騎兵（ハーレー・ドラグーン）」を主力戦力とする。実態は「殻の中の騎士団」やその協力者による野望を防がんと活躍している。
リリー・アプリコット
前作の主人公。
かつてイフの城のエージェントとして活躍するも、今は「マダム・アプリコット」の名で現役を退いている。とはいえ現役より劣るものの、「殻の中の騎士団」の幹部と互角に戦うほどの戦闘能力は持ち合わせている。
サモエドとシェルティにはお金の管理などで厳しい一面もあるも、母として親身に接しているために慕われている。
武器は前作と同様、酒瓶などに隠した暗器や腰に付けた鉤付きのロープ。今作からは新たにサバタの防弾コートやD・Hの日本刀などかつての仲間たちの遺品も持ち合わせている。
サモエド
本作の主人公。
オヴィラプトルの生き残りの少年。1900年、リリーによってまだ卵のころに助けられ、以来彼女の息子として養育された。
血こそ繋がっていないものの、シェルティを実の妹同然に気にかけており、彼女に関して若干過保護な一面もある。
武器は「城」を模したデザインのコルト・M1911で、特に水銀弾頭を好んで使用する。また人前では恐竜であることを隠すため兜を被っている。
南極にあるジャンゴの隠れ家で生まれ、背中には「51番」という番号が刻まれている。恐竜たちの未来の鍵となる「可能性の竜」として、ジャンゴとブースロイドから狙われている。
名前はサモエドから。
シェルティ
本作のもう一人の主人公で、ヒロイン。
お転婆な年頃の少女で、サモエドの過保護っぷりを鬱陶しがることもあるが、兄弟としての絆は深く、サモエドを侮辱されると激怒する。
武器は主に煙幕などを放出する両腕の籠手。オートバイのも運転に精通しているほか、耳が良くサモエドの援護も務める。
名前はシェットランド・シープドッグから。

### 殻の中の騎士団（ナイツ・イン・ザ・シェル）
「＠」を旗印とする、人類社会打倒を目論む恐竜たちの秘密結社。前作で暗躍した恐竜のカルト教団「有翼の蛇」が前身となっている。
第一次世界大戦の裏で各国の軍上層部と結託し、強力な大量破壊兵器を発明して売り込む死の商人として活動し、そうした兵器によって人間たちを殺し合わせて人口を減らし、恐竜が人間を支配する「元のあるべき姿」に戻そうと目論んでいる。
ジャンゴ
前作から登場している元「有翼の蛇」教団の幹部で、アロサウルスの氏族。本作では下顎に顎鬚のような羽毛を生やしている。
射撃の腕は健在で、さらに義眼代わりのネジを暗器のように使うこともある。
現在は殻の中の騎士団の幹部格となっているが、残虐非道かつ傲岸不遜な性格に加え「有翼の蛇」教団を壊滅させた元凶という噂が立っており、仲間たちからも忌み嫌われている。
マスチフ
アンキロサウルスの氏族。
ソンムの最前線にてドイツ軍の将軍を懐柔し、組織が開発した戦車をイギリスに売り込むため、ドイツ兵たちの虐殺を行う。
先祖譲りの頑強な皮骨板は銃弾をもはじき返し、腕のスパイクや恐竜の頭をも握り潰す怪力を武器とする。
名前はマスティフから。
クーン
スティラコサウルスの氏族。
聴覚に秀でており、人間の本能的な恐怖心を操る音響兵器を発明した。この音響兵器を日本軍に売り込み、1914年10月31日に当時ドイツが租借していた青島の攻略に貢献した。しかし狙いは青島に和式の住宅を増やすことで、密かに開発した特殊素材の障子を共鳴器変わりにし、さらに強力な音響兵器を試験使用ことで、青島市民の虐殺を目論んだ。
名前はクーンハウンドから。
シャーペイ
イー・チーの氏族。
ジュラ紀の祖先と同様に皮膜の翼を備えており、飛行を利用した隠密活動を専門とする。
クーンに仕えているものの、実際はジャンゴやトップ10騎士など幹部格の直属の工作員である。
名前はシャー・ペイから。
パグ
チンタオサウルスの氏族。
「岩壁卿」の二つ名を持ち、退化した尾の筋肉が残った強靭な下半身を活かした肉弾戦を得意とする。
名前はパグから。
ダッケル
オリクトドロメウスの氏族。
地中生活に適応しており、ドリルを模した兜を被っている。自らが開発した大型掘削機「ダート竜」を使い、オランダからアルプス山脈の雪解け水の流れる地下水脈を掘り進み、その地下水脈を溢れさせてオランダを水没させ、中立の立場であるオランダを第一次世界大戦に参戦せざるを得ない状況にしようと目論んだ。
名前はダックスフントから。
ブルアラブ
「殻の中の騎士団」トップ10騎士の一人で、ムッタブラサウルスの氏族。
「滅道卿」の二つ名を持ち、マスタードガス弾を開発した。
名前はブル・アラブから。
カタフーラ
「殻の中の騎士団」トップ10騎士の一人で、ディアブロケラトプスの氏族。
「烈風卿」の二つ名を持ち、クーンの音響兵器を利用してギリシャでは国王の追放を手引きした。
名前はカタフーラ・レパード・ドッグから。
ポヂュ・ギース
「殻の中の騎士団」トップ10騎士の一人で、ペレカニミムスの氏族。
「呪怨卿」の二つ名を持ち、ウイルス兵器を開発している。
名前はポーチュギーズ・ウォーター・ドッグから。
エストレラ
「殻の中の騎士団」トップ10騎士の一人で、ミラガイアの氏族。
「撃針卿」の二つ名を持ち、ジュラルミンを用いた純金属製の戦闘機を開発した。
名前はエストレラ・マウンテン・ドッグから。
ドゴ
「殻の中の騎士団」トップ10騎士の一人で、カルノタウルスの氏族。
「斬鯨卿」の二つ名を持ち、アラブ反乱ではヴェロキラプトルの氏族をアラブ側に協力させた。
名前はドゴ・アルヘンティーノから。
ボーアボール
「殻の中の騎士団」トップ10騎士の一人で、オウラノサウルスの氏族。
「乱雲卿」の二つ名を持ち、自身が開発した気象兵器でカブラの冬を引き起こし、ドイツ軍に無制限潜水艦作戦を再開させる要因を作った。
名前はボーアボールから。
ブリアード
「殻の中の騎士団」トップ10騎士の一人で、アンペロサウルスの氏族。
「絶界卿」の二つ名を持ち、グリゴリー・ラスプーチンを暗殺して「最後の兵力」の恐竜たちがロシア帝国から離れる要因を作った。
名前はブリアードから。
フォルモサン
「殻の中の騎士団」トップ10騎士の一人で、グアンロンの氏族。
「襲獄卿」の二つ名を持ち、ブリアードの暗躍とともにロシア革命を手引きした。
名前はフォルモサン・マウンテン・ドッグから。
ブルーレーシー
「殻の中の騎士団」トップ10騎士の一人で、ドラコレックスの氏族。
「流星卿」の二つ名を持つ。名前はブルー・レーシーから。
トーラー
「殻の中の騎士団」トップ10騎士の一人で、ボレアロペルタの氏族。
「砕軍卿」の二つ名を持つ。名前はノヴァ・スコシア・ダック・トーリング・レトリーバーから。

### 英国秘密情報部
ブースロイド
かつてリリーと共に戦った元「イフの城」エージェント。現在は英国秘密情報部部長。
「イフの城」が「有翼の蛇」教団の罠で壊滅した事件の際は組織にも独断行動していたサバタ・リリーにもつかずに生き残り、英国情報部へと鞍替えしており、リリーとの関係は険悪なものとなっている。
ジョン・クレイトン
英国情報部工作員の一人で、ブースロイドの側近。
かつてアフリカのジャングルで類人猿に育てられた経歴を持ち、常人離れした身体能力を武器とする。そのためか片言で喋り、味覚も独特なものとなっている。

### その他の人物
サバタ・ヴァングリフ
かつてリリーとコンビを組んで活動していた「イフの城」エージェントで、オヴィラプトルの氏族。
1900年にリリーと独断行動で南極のジャンゴの隠れ家に潜入し、まだ卵だったサモエドを助け出すも、ジャンゴによって殺害されてしまった。
ヒーラー
ヨーロッパにある恐竜の隠れ里に住まう、グリポサウルスの氏族。
恐竜故に人間から隠れて暮らすという生活を強いられているものの、内心では人間との共存を強く望んでいる。
技術者であり、マスチフに騙されて「殻の中の騎士団」の戦車開発に利用されてしまったことを悔い、騎士団の魔の手からソンムのドイツ兵たちを守るためにアプリコット商会に依頼を出す。
名前はランカシャー・ヒーラーから。
加納治五郎
日本出身の天才柔道家。
かつてリリーと卵だったころのサモエドを助けており、八房の師匠でもある。
弟子の一人チャウが「殻の中の騎士団」の陰謀に巻き込まれて暗殺されたのを機に、アプリコット商会に依頼を出した。
チャウ
治五郎の弟子の一人で、青島出身の中国人男性。故郷ではビール工場を経営している。
「殻の中の騎士団」が青島で行おうとしている計画を知り阻止しようとするも、口封じとしてクーンの音響兵器によって発狂し、暴動を起こした末に警官に射殺されてしまった。
名前はチャウ・チャウから。
八房
かつて治五郎の弟子だった日本人男性で、シェルティの実父。
師匠を介して知り合ったリリーとの間にシェルティを授かったが、強者との戦闘を追い求めてシェルティが生まれる前に彼女らのもとを去り、以降は各組織の危険な任務・依頼を遂行する傭兵「エージェント・エイト」として活動している。
名前は『南総里見八犬伝』に登場する犬の八房から。
ロバート・スコット
1912年に南極点を目指すもロアール・アムンセンに先を越されてしまったイギリスの探検家。
表向きは岐路遭難し死亡したことになっているが、後のブースロイドの調査で、ジャンゴの隠れ家を知ってしまったことで口封じに殺害されたことが判明した。

## 用語
＠
「殻の中の騎士団」のエンブレム。その意味は各国で異なるが、本来の意味は卵から孵化する直前の恐竜の雛を模った象形文字。
今から10万年前、最古の兵器「手斧」を発明した人間たちの反乱時、卵のまま人間たちに殺されて孵化できなかった雛たちを模ったものであり、組織にとっては「屈辱の歴史」に終止符を打つための旗印となっている。
オヴィラプトル
詳しくは「オヴィラプトル」を参照。
19世紀を描いた前作と同様、卵泥棒の子孫として他の恐竜たちから迫害の対象となっている。
スティラコサウルス
詳しくは「スティラコサウルス」を参照。
本作において本種をはじめとする角竜が持つ一対の大きな穴の開いたフリルは、生前皮膜で覆われており、微細な音の振動を感知するだけでなく皮膜の張力を変えて拾える音の種類・範囲・距離を自在に変えることのできる、もう一つの耳としての機能を持つ器官であったとされている。
オリクトドロメウス
詳しくは「オリクトドロメウス」を参照。
地下に穴を掘って暮らしていたとされるヒプシロフォドン類だが、本作では完全に地中生活に適応した結果、目が退化した代わりに、地磁気を感知できるよう眼窩に昆虫の触覚と複眼を掛け合わせたような形状のロレンチーニ器官が発達していたとされている。

## 詳細
（）は話数。
- フランス共和国ソンム 1916年9月（2）
- 中華民国青島 1916年10月（6）
- ベルギー・ドイツ・オランダ国境ヤンデホーフェン 1916年11月（2）
- アルプス山脈 1916年11月（4）
- 北アフリカ 上空 1917年1月（2）
- ヨーロッパ 某戦線 1917年3月（1）
- 南極大陸 地表 1917年4月（2）
- 南極大陸 地下基地 1917年4月（1）

## 書誌情報
- 久正人 『ジャバウォッキー1914』 講談社〈シリウスKC〉、全4巻
  1. 2015年10月9日発売 ISBN 978-4-06-376577-9
  2. 2016年9月9日発売 ISBN 978-4-06-390644-8
  3. 2017年8月9日発売 ISBN 978-4-06-390724-7
  4. 2018年11月9日発売 ISBN 978-4-06-513501-3